# Stylianī Kaltsidou
Stylianī Kaltsidou (in greco Στυλιανή Καλτσίδου?; Salonicco, 12 gennaio 1983) è un'ex cestista greca.
Alta 188 cm, giocava come ala.

## Carriera
Con la Grecia ha disputato due edizioni dei Campionati mondiali (2010, 2018) e cinque dei Campionati europei (2007, 2009, 2011, 2015, 2017).